# Golden Globe 1977
La 34ª edizione della cerimonia di premiazione di Golden Globe si è tenuta il 29 gennaio 1977 al Beverly Hilton Hotel di Beverly Hills, California.
Nicole Ericson è stata la Golden Globe Ambassador dell'edizione

## Premi per il cinema
Vengono di seguito indicati in grassetto i vincitori. Ove ricorrente e disponibile, viene indicato il titolo in lingua italiana e quello in lingua originale tra parentesi.

### Miglior film drammatico
- Rocky (Rocky), regia di John G. Avildsen
- Tutti gli uomini del Presidente (All the President's Men), regia di Alan J. Pakula
- Questa terra è la mia terra (Bound for Glory), regia di Hal Ashby
- Quinto potere (Network), regia di Sidney Lumet
- La nave dei dannati (Voyage of the Damned), regia di Stuart Rosenberg

### Miglior film commedia o musicale
- È nata una stella (A Star Is Born), regia di Frank Pierson
- Piccoli gangsters (Bugsy Malone), regia di Alan Parker
- La Pantera Rosa sfida l'ispettore Clouseau (The Pink Panther Strikes Again), regia di Blake Edwards
- Il vizietto americano (The Ritz), regia di Richard Lester
- L'ultima follia di Mel Brooks (Silent Movie), regia di Mel Brooks

### Miglior regista
- Sidney Lumet - Quinto potere (Network)
- Alan J. Pakula - Tutti gli uomini del Presidente (All the President's Men)
- Hal Ashby - Questa terra è la mia terra (Bound for Glory)
- John Schlesinger - Il maratoneta (Marathon Man)
- John G. Avildsen - Rocky (Rocky)

### Miglior attore in un film drammatico
- Peter Finch - Quinto potere (Network)
- David Carradine - Questa terra è la mia terra (Bound for Glory)
- Dustin Hoffman - Il maratoneta (Marathon Man)
- Sylvester Stallone - Rocky (Rocky)
- Robert De Niro - Taxi Driver (Taxi Driver)

### Migliore attrice in un film drammatico
- Faye Dunaway - Quinto potere (Network)
- Liv Ullmann - L'immagine allo specchio (Ansikte mot ansikte)
- Glenda Jackson - Sarah Bernhardt - La più grande attrice di tutti i tempi (The Incredible Sarah)
- Talia Shire - Rocky (Rocky)
- Sarah Miles - I giorni impuri dello straniero (The Sailor Who Fell from Grace with the Sea)

### Miglior attore in un film commedia o musicale
- Kris Kristofferson - È nata una stella (A Star Is Born)
- Peter Sellers - La Pantera Rosa sfida l'ispettore Clouseau (The Pink Panther Strikes Again)
- Jack Weston - Il vizietto americano (The Ritz)
- Mel Brooks - L'ultima follia di Mel Brooks (Silent Movie)
- Gene Wilder - Wagons lits con omicidi (Silver Streak)

### Migliore attrice in un film commedia o musicale
- Barbra Streisand - È nata una stella (A Star Is Born)
- Goldie Hawn - La volpe e la duchessa (The Duchess and the Dirtwater Fox)
- Barbara Harris - Complotto di famiglia (Family Plot)
- Jodie Foster - Tutto accadde un venerdì (Freaky Friday)
- Barbara Harris - Tutto accadde un venerdì (Freaky Friday)
- Rita Moreno - Il vizietto americano (The Ritz)

### Miglior attore non protagonista
- Laurence Olivier - Il maratoneta (Marathon Man)
- Jason Robards - Tutti gli uomini del Presidente (All the President's Men)
- Ron Howard - Il pistolero (The Shootist)
- Marty Feldman - L'ultima follia di Mel Brooks (Silent Movie)
- Oskar Werner - La nave dei dannati (Voyage of the Damned)

### Migliore attrice non protagonista
- Katharine Ross - La nave dei dannati (Voyage of the Damned)
- Piper Laurie - Carrie - Lo sguardo di Satana (Carrie)
- Marthe Keller - Il maratoneta (Marathon Man)
- Shelley Winters - Stop a Greenwich Village (Next Stop, Greenwich Village)
- Bernadette Peters - L'ultima follia di Mel Brooks (Silent Movie)
- Lee Grant - La nave dei dannati (Voyage of the Damned)

### Migliore attore debuttante
- Arnold Schwarzenegger - Un autentico campione (Stay Hungry)
- Truman Capote - Invito a cena con delitto (Murder by Death)
- Lenny Baker - Stop a Greenwich Village (Next Stop, Greenwich Village)
- Harvey Stephens - Il presagio (The Omen)
- Jonathan Kahn - I giorni impuri dello straniero (The Sailor Who Fell from Grace with the Sea)

### Migliore attrice debuttante
- Jessica Lange - King Kong (King Kong)
- Melinda Dillon - Questa terra è la mia terra (Bound for Glory)
- Andrea Marcovicci - Il prestanome (The Front)
- Mariel Hemingway - Stupro (Lipstick)
- Gladys Knight - Pipe Dreams (Pipe Dreams)

### Migliore sceneggiatura
- Paddy Chayefsky - Quinto potere (Network)
- William Goldman - Tutti gli uomini del Presidente (All the President's Men)
- William Goldman - Il maratoneta (Marathon Man)
- Sylvester Stallone - Rocky (Rocky)
- Paul Schrader - Taxi Driver (Taxi Driver)
- Steve Shagan e David Butler - La nave dei dannati (Voyage of the Damned)

### Migliore colonna sonora originale
- Paul Williams e Kenny Ascher - È nata una stella (A Star Is Born)
- Paul Williams - Piccoli gangsters (Bugsy Malone)
- Bill Conti - Rocky
- Robert B. Sherman e Richard M. Sherman - La scarpetta e la rosa (The Slipper and the Rose: The Story of Cinderella)
- Lalo Schifrin - La nave dei dannati (Voyage of the Damned)

### Migliore canzone originale
- Evergreen, musica di Barbra Streisand e testo di Paul Williams - È nata una stella (A Star Is Born)
- Bugsy Malone, musica e testo di Paul Williams - Piccoli gangsters (Bugsy Malone)
- (Theme from) Car Wash, musica e testo di Norman Whitfield - Car Wash - Stazione di servizio (Car Wash)
- I'd Like to Be You for a Day, musica di Joel Hirschhorn, testo di Al Kasha - Tutto accadde un venerdì (Freaky Friday)
- Hello and Goodbye, musica di Elmer Bernstein, testo di Alan Bergman e Marilyn Bergman- Da mezzogiorno alle tre (From Noon Till Three)
- So Sad the Song, musica e testo di Michael Masser e Gerry Goffin - Pipe Dreams (Pipe Dreams)

### Miglior film straniero
- L'immagine allo specchio (Ansikte mot ansikte), regia di Ingmar Bergman (Svezia)
- Gli anni in tasca (L'argent de poche), regia di François Truffaut (Francia)
- Cugino, cugina (Cousin, Cousine), regia di Jean Charles Tacchella (Francia)
- Pasqualino Settebellezze, regia di Lina Wertmüller (Italia)
- La scarpetta e la rosa (The Slipper and the Rose: The Story of Cinderella), regia di Bryan Forbes (Regno Unito)

### Miglior documentario
- Altars of the World (Altars of the World), regia di Lew Ayres
- The Memory of Justice (The Memory of Justice), regia di Marcel Ophüls
- People of the Wind (People of the Wind), regia di Anthony Howarth
- Hollywood Hollywood (That's Entertainment, Part II), regia di Gene Kelly
- Wings of an Eagle (Wings of an Eagle)

## Premi per la televisione
Vengono di seguito indicati in grassetto i vincitori. Ove ricorrente e disponibile, viene indicato il titolo in lingua italiana e quello in lingua originale tra parentesi.

### Miglior serie drammatica
- Il ricco e il povero (Rich Man, Poor Man)
- Captains and the Kings (Captains and the Kings)
- Charlie's Angels (Charlie's Angels)
- In casa Lawrence (Family)
- La casa nella prateria (Little House on the Prairie)

### Miglior serie commedia o musicale
- Barney Miller
- The Carol Burnett Show (The Carol Burnett Show)
- Donny and Marie (Donny and Marie)
- Happy Days
- Laverne & Shirley (Laverne & Shirley)
- M*A*S*H

### Miglior mini-serie o film per la televisione
- Eleanor e Franklin (Eleanor and Franklin), regia di Daniel Petrie
- Amelia Earhart (Amelia Earhart), regia di George Schaefer
- Francis Gary Powers: The True Story of the U-2 Spy Incident (Francis Gary Powers: The True Story of the U-2 Spy Incident), regia di Delbert Mann
- I Want to Keep My Baby (I Want to Keep My Baby), regia di Jerry Thorpe
- Il caso Lindbergh (The Lindbergh Kidnapping Case), regia di Buzz Kulik
- Sybil (Sybil), regia di Daniel Petrie

### Miglior attore in una serie drammatica
- Richard Jordan - Captains and the Kings (Captains and the Kings)
- Telly Savalas - Kojak
- Nick Nolte - Il ricco e il povero (Rich Man, Poor Man)
- Peter Strauss - Il ricco e il povero (Rich Man, Poor Man)
- Lee Majors - L'uomo da sei milioni di dollari (The Six Million Dollar Man)

### Miglior attore in una serie commedia o musicale
- Henry Winkler - Happy Days (Happy Days)
- Hal Linden - Barney Miller (Barney Miller)
- Freddie Prinze - Chico and the Man (Chico and the Man)
- Alan Alda - M*A*S*H
- Sammy Davis Jr. - Sammy and Company (Sammy and Company)
- Michael Constantine - Sirota's Court (Sirota's Court)
- Tony Randall - The Tony Randall Show (The Tony Randall Show)

### Miglior attrice in una serie drammatica
- Susan Blakely - Il ricco e il povero (Rich Man, Poor Man)
- Lindsay Wagner - La donna bionica (The Bionic Woman)
- Farrah Fawcett - Charlie's Angels (Charlie's Angels)
- Kate Jackson - Charlie's Angels (Charlie's Angels)
- Sada Thompson - In casa Lawrence (Family)
- Angie Dickinson - Pepper Anderson agente speciale (Police Woman)
- Jean Marsh - Su e giù per le scale (Upstairs, Downstairs)

### Miglior attrice in una serie commedia o musicale
- Carol Burnett - The Carol Burnett Show (The Carol Burnett Show)
- Bernadette Peters - All's Fair
- Dinah Shore - Dinah! )
- Isabel Sanford - I Jefferson (The Jeffersons)
- Mary Tyler Moore - Mary Tyler Moore (The Mary Tyler Moore Show)

### Miglior attore non protagonista in una serie
- Edward Asner - Il ricco e il povero (Rich Man, Poor Man)
- Rob Reiner - Arcibaldo (All in the Family)
- Charles Durning - Captains and the Kings (Captains and the Kings)
- Tim Conway - The Carol Burnett Show (The Carol Burnett Show)
- Gavin MacLeod - Mary Tyler Moore (The Mary Tyler Moore Show)

### Miglior attrice non protagonista in una serie
- Josette Banzet - Il ricco e il povero (Rich Man, Poor Man)
- Sally Struthers - Arcibaldo (All in the Family)
- Vicki Lawrence - The Carol Burnett Show (The Carol Burnett Show)
- Adrienne Barbeau - Maude (Maude)
- Darleen Carr - Once an Eagle (Once an Eagle)
- Julie Kavner - Rhoda (Rhoda)
- Anne Meara - Rhoda (Rhoda)
- Ellen Corby - Una famiglia americana (The Waltons)

## Premi onorari
- Golden Globe alla carriera: Walter Mirisch
- Henrietta Award
  - Il migliore attore del mondo: Robert Redford
  - La miglior attrice del mondo: Sophia Loren